# Barrow-in-Furness (distrikt)
Barrow-in-Furness var mellan 1974 och 2023 ett distrikt i Storbritannien. Det låg i grevskapet Cumbria i England i Storbritannien. Det låg vid norra Englands västkust. Dess största stad och administrativa centrum var Barrow-in-Furness, bland övriga orter fanns Dalton-in-Furness, Roose och Askam in Furness. Distriktet hade 71 980 invånare (2001). Arean var 78 kvadratkilometer.
Den 1 april 2023 blev det en del av den nya enhetskommunen Westmorland and Furness.

## Civil parishes
- Askam and Ireleth, Dalton Town with Newton, Lindal and Marton.[3]